# Biała Woda (dopływ Psiny)
Biała Woda (w Polsce oficjalnie Krzanówka), cz. Bílá voda / Oldřišovský potok – niewielki potok w Czechach w powiecie Opawa i w Polsce w powiecie głubczyckim i raciborskim. Prawy dopływ Psiny.
Potok rozpoczyna swój bieg na południe od Oldřišova w Czechach, a kończy wpadając do Psiny w okolicach Bojanowa jako jej prawy dopływ. Przepływa m.in. przez Ściborzyce Wielkie, Sudice, Pietraszyn i Krzanowice. Prawym dopływem Białej Wody jest Potok Strahowicki, z którym spotyka się pomiędzy Pietraszynem a Krzanowicami. Również z prawej strony, tuż przed zaporą niedaleko Krzanowic swój początek bierze Młynówka, wykopany przed kilkuset laty sztuczny ciek wodny zasilający dwa działające niegdyś młyny. Woda w potoku według oceny z 2007 roku na podstawie monitoringu operacyjnego zalicza się do V klasy jakości.
W latach 2010–2012 przed Krzanowicami wybudowano na potoku suchy zbiornik przeciwpowodziowy.